# بنديجو
بنديجو هي مدينة، في أستراليا، تقع في ولاية فيكتوريا، بلغ عدد سكانها 95,587  نسمة وذلك حسب إحصائيات سنة 2016، تبلغ مساحتها 146 كيلومتر مربع، رمزها البريدي هو 3550.

## المناخ
يظهر الجدول التالي التغييرات المناخية على مدار السنة لبنديجو:
| البيانات المناخية لـبنديجو        | البيانات المناخية لـبنديجو | البيانات المناخية لـبنديجو | البيانات المناخية لـبنديجو | البيانات المناخية لـبنديجو | البيانات المناخية لـبنديجو | البيانات المناخية لـبنديجو | البيانات المناخية لـبنديجو | البيانات المناخية لـبنديجو | البيانات المناخية لـبنديجو | البيانات المناخية لـبنديجو | البيانات المناخية لـبنديجو | البيانات المناخية لـبنديجو | البيانات المناخية لـبنديجو |
| الشهر                             | يناير                      | فبراير                     | مارس                       | أبريل                      | مايو                       | يونيو                      | يوليو                      | أغسطس                      | سبتمبر                     | أكتوبر                     | نوفمبر                     | ديسمبر                     | المعدل السنوي              |
| --------------------------------- | -------------------------- | -------------------------- | -------------------------- | -------------------------- | -------------------------- | -------------------------- | -------------------------- | -------------------------- | -------------------------- | -------------------------- | -------------------------- | -------------------------- | -------------------------- |
| الدرجة القصوى °م (°ف)             | 45.9 (114.6)               | 45.4 (113.7)               | 39.3 (102.7)               | 34.3 (93.7)                | 26.3 (79.3)                | 20.7 (69.3)                | 19.7 (67.5)                | 24.2 (75.6)                | 32.8 (91.0)                | 35.5 (95.9)                | 40.3 (104.5)               | 43.1 (109.6)               | 45.9 (114.6)               |
| متوسط درجة الحرارة الكبرى °م (°ف) | 30.2 (86.4)                | 29.6 (85.3)                | 26.1 (79.0)                | 21.3 (70.3)                | 16.7 (62.1)                | 13.4 (56.1)                | 12.6 (54.7)                | 14.2 (57.6)                | 17.0 (62.6)                | 20.8 (69.4)                | 24.6 (76.3)                | 27.4 (81.3)                | 21.2 (70.2)                |
| المتوسط اليومي °م (°ف)            | 22.1 (71.8)                | 22.0 (71.6)                | 19.0 (66.2)                | 14.7 (58.5)                | 11.0 (51.8)                | 8.5 (47.3)                 | 7.7 (45.9)                 | 8.5 (47.3)                 | 10.8 (51.4)                | 13.7 (56.7)                | 17.2 (63.0)                | 19.7 (67.5)                | 14.6 (58.3)                |
| متوسط درجة الحرارة الصغرى °م (°ف) | 14.2 (57.6)                | 14.4 (57.9)                | 11.8 (53.2)                | 8.0 (46.4)                 | 5.3 (41.5)                 | 3.6 (38.5)                 | 2.7 (36.9)                 | 2.8 (37.0)                 | 4.5 (40.1)                 | 6.6 (43.9)                 | 9.7 (49.5)                 | 11.9 (53.4)                | 8.0 (46.4)                 |
| أدنى درجة حرارة °م (°ف)           | 3.3 (37.9)                 | 4.0 (39.2)                 | 2.3 (36.1)                 | −1.3 (29.7)                | −4.6 (23.7)                | −5.3 (22.5)                | −5.1 (22.8)                | −5.0 (23.0)                | −5.5 (22.1)                | −3.5 (25.7)                | −0.2 (31.6)                | 1.9 (35.4)                 | −5.5 (22.1)                |
| الهطول مم (إنش)                   | 34.8 (1.37)                | 32.6 (1.28)                | 30.2 (1.19)                | 33.1 (1.30)                | 45.7 (1.80)                | 50.8 (2.00)                | 55.9 (2.20)                | 51.7 (2.04)                | 52.5 (2.07)                | 39.6 (1.56)                | 45.8 (1.80)                | 39.6 (1.56)                | 514.4 (20.25)              |
| متوسط أيام هطول الأمطار           | 5.9                        | 5.1                        | 5.3                        | 6.7                        | 11.2                       | 12.3                       | 15.3                       | 13.3                       | 11.7                       | 8.7                        | 7.8                        | 6.8                        | 110.1                      |
| Average afternoon رطوبة نسبية (%) | 30                         | 32                         | 35                         | 41                         | 55                         | 65                         | 65                         | 57                         | 51                         | 41                         | 36                         | 31                         | 45                         |
| المصدر:                           |                            |                            |                            |                            |                            |                            |                            |                            |                            |                            |                            |                            |                            |

## مدن توأم
المدن التوأم:
- لوس ألتوس، سانتا كلارا، كاليفورنيا
- بينزانس
- تيانشوي.

## أعلام
- جاك هايغ
- ميخائيل جون
- هاري كوب
- جيمي موريس
- فيل هنت
- ستيفن هاس
- لوك كلوف
- كلو هوسكينغ
- ميتشيل واط
- كريستي هاروير